# 牧野正人
牧野 正人（まきの まさと、1957年7月13日 - 2024年11月17日）は、日本のオペラ歌手・声楽家であり、音楽学者。声種はバリトン。藤原歌劇団所属。

## 経歴
1957年（昭和32年）7月13日、静岡県浜松市生まれ。信愛学園高等学校（現 浜松学芸高等学校）音楽科（1976年）→国立音楽大学（1980年）卒業→国立音楽大学大学院終了後、1988年～89年にイタリア・ミラノ（M.カルボーネ、R.エリー、M.レアーレに師事）に留学。
国立音楽大学では音楽研究所に所属し、クラウディオ・モンテヴェルディの「オルフェーオ」、ヤコポ・ペーリ「エウリディーチェ」、ジャコモ・カリッシミ「イェフテ」、アントニオ・チェスティ「オロンテーア」などの公演に参加。同研究所年報に「イタリア初期バロック時代の歌唱法について」「イタリア声楽曲におけるメリスマ音型の歌唱」などの研究論文を発表し、バロック時代の演奏と研究は高い評価を受けている。この時代の音楽を知る上で、最も重要な資料、カッチーニ（Caccini, G. 1546-1618）の歌曲集『新音楽 Le Nuove Musiche』をはじめ、同時代の作曲家の「モノディ様式」の研究をした。また在籍する声楽家達と共に、声楽アンサンブル＜レチタール・カンタンド＞を結成。
多声マドリガーレなどの世俗声楽作品を紹介する連続シリーズコンサート「バロック音楽への誘い」（1984年～1998年、全11回）に参加、モンテヴェルディ、シジズモンド・ディンディア、ルカ・マレンツィオ等の多声作品を演奏した。「歌と詩の解釈、通奏低音のセミナー」などの音楽セミナーや講習会に講師として参加し、バロック時代の歌唱法を基にした発声法や演奏表現を後進に伝えた。
第3回日仏声楽コンクール第1位・審査員特別賞（1984年）、第19回民音コンクール第3位（1984年）、第16回日伊声楽コンコルソ・シエナ大賞（1985年）受賞。1988～1989年イタリア・ミラノに留学。洗足学園音楽大学客員教授。昭和音楽大学客員教授。浜松学芸高等学校特任教諭。藤原歌劇団団員。日本オペラ振興会評議員。日本ロッシーニ協会会員。蝶々夫人のシャープレスや椿姫のジェルモン役を得意とした。

## 藤原歌劇団
所属している藤原歌劇団では、1990年ニューイヤーオペラ「椿姫」でデビュー以来、「ドン・ジョヴァンニ」（タイトルロール）、「蝶々夫人」（シャープレス）、「チェネレントラ」（ダンディーニ）、「セビリアの理髪師」（フィガロ）、「アイーダ」（アモナスロ）、「ボエーム」（マルチェッロ）、「ルチア」（エンリーコ）、「カルメン」（エスカミリョ）、「シモン・ボッカネグラ」（パオロ）、「愛の妙薬」（ベルコーレ）、「アンドレア・シェニエ」（ルーシェ）、「ファウスト」（ヴァランタン）、「マクベス」（タイトルロール）、「アルジェのイタリア女」（タッデーオ）、「アドリアーナ・ルクヴルール」（ミショネ）、「トスカ」（スカルピア）「道化師」（トニオ）、「ファルスタッフ」（タイトルロール）などに出演。
新国立劇場では開場以来、開場記念公演（ゼッフィレッリ演出）「アイーダ」にアモナズロ役で出演後、「セビリアの理髪師」（フィガロ）、「蝶々夫人」（シャープレス）、「ボエーム」（マルチェッロ）、「リゴレット」（タイトルロール）、「ナブッコ」（タイトルロール）、「椿姫」（ジェルモン）、「夕鶴」（運ず）など出演を重ねた。

## ディスコグラフィー
- カッチーニ「ルッジェーロの救出」
- ワーグナー「ニーベルングの指環」全曲
- ヘンデル「メサイア」 1741年初稿(全曲)
- 第8回 Handel Festival Japan – Acis and Galatea (エイシスとガラテア HWV 49a)
- 浜松市歌
- 牧野正人 in Concert
- 悲しみのオルフェーオ
- いかさま師のサンバ

## 賞歴
- パヴィーア国際声楽コンクール - 第2位
- エンナ市主催F・P・ネリア国際音楽コンクール - 第1位入賞
- 第23回ジロー・オペラ賞
- 平成11年浜松市ゆかりの芸術家顕彰受賞
- 第3回日仏声楽コンクール - 第1位

## 自身のコンサート
- 牧野正人バリトンコンサート
- 悲しみのオルフェーオ